# Glyphostoma claudoni
Glyphostoma claudoni é uma espécie de gastrópode do gênero Glyphostoma, pertencente a família Conidae.